# ニコール・デ・ボア
ニコール・デ・ボア（Nicole de Boer、1970年12月20日 - ）は、カナダの女優。

## 出演作品
- パーセプション　天才教授の推理ノート シーズン1
- メタル・トランスフォーム
- メタル・トルネード
- ヘイヴン -謎の潜む町- シーズン1
- ＳＵＣＫ
- スターゲイト：アトランティス シーズン5
- 壊滅暴風圏　～ファイナル・カウントダウン～
- デッド・ゾーン シーズン6（サラ・バナーマン）
- デッド・ゾーン シーズン5（サラ・バナーマン）
- デッド・ゾーン シーズン4（サラ・バナーマン）
- ５デイズ（シャンタル・ヒューム）
- デッド・ゾーン シーズン3（サラ・バナーマン）
- デッド・ゾーン シーズン2（サラ・バナーマン）
- デッド・ゾーン シーズン1（サラ・バナーマン）
- キング オブ ポルノ
- CUBE（レブン）
- スター・トレック:ディープ・スペース・ナイン（エズリ・ダックス）
- 新アウターリミッツ